# Rossa (artist)
Rossa Roslaina Sri Handayani, född 9 oktober 1978 i Sumedang, mer känd som bara Rossa, är en indonesisk sångerska.

## Karriär
Musikkarriären började redan när hon var 10 år gammal och släppte sitt första av två barnalbum. Hennes karriär tog dock inte fart ordentligt förrän hon släppt sitt vuxna debutalbum Nada Nada Cinta 1996 när hon var 18 år. Sedan dess har hon släppt totalt åtta studioalbum mellan 1996 och 2010, samt ett samlingsalbum 2011, The Best of Rossa. Tre gånger har hon tagit emot priset för "bästa malaysiska låt framförd av en utländsk artist" vid Anugerah Industri Muzik.
Bland hennes mest kända låtar finns "Hati Yang Kau Sakiti".

## Diskografi

### Studioalbum
- 1996 - Nada Nada Cinta
- 1999 - Tegar
- 2000 - Kini
- 2002 - Kembali
- 2004 - Yang Terpilih
- 2006 - Ost. Ayat-Ayat Cinta
- 2009 - Rossa
- 2010 - Harmoni Jalinan Nada & Cerita

### Samlingsalbum
- 2011 - The Best of Rossa